# Paskowana mozaika pszenicy

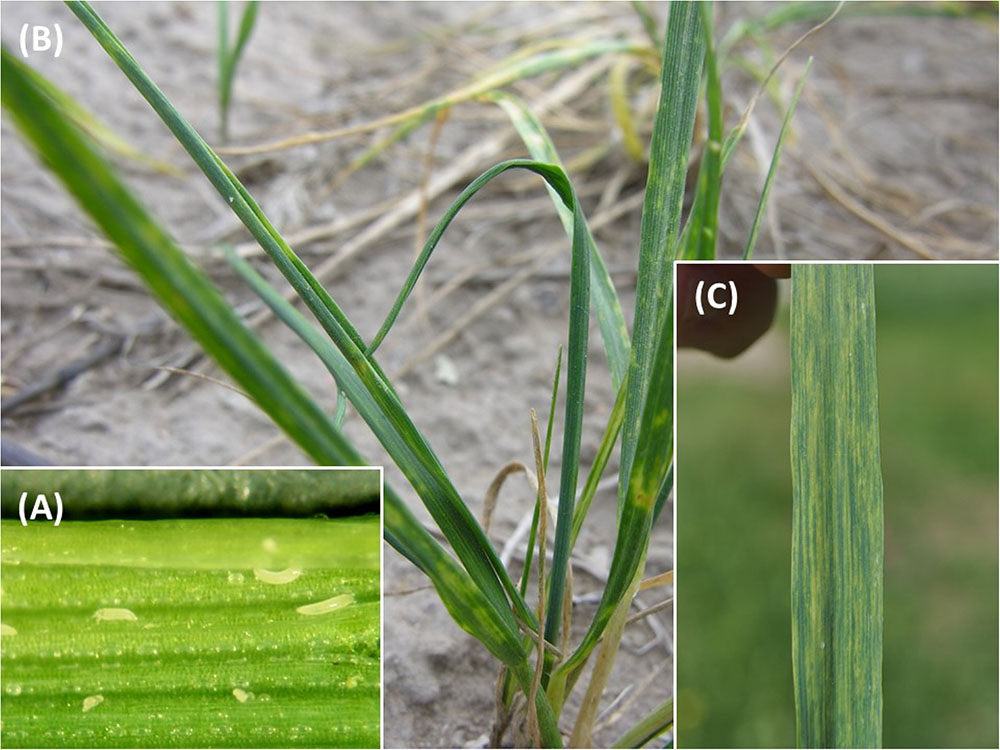

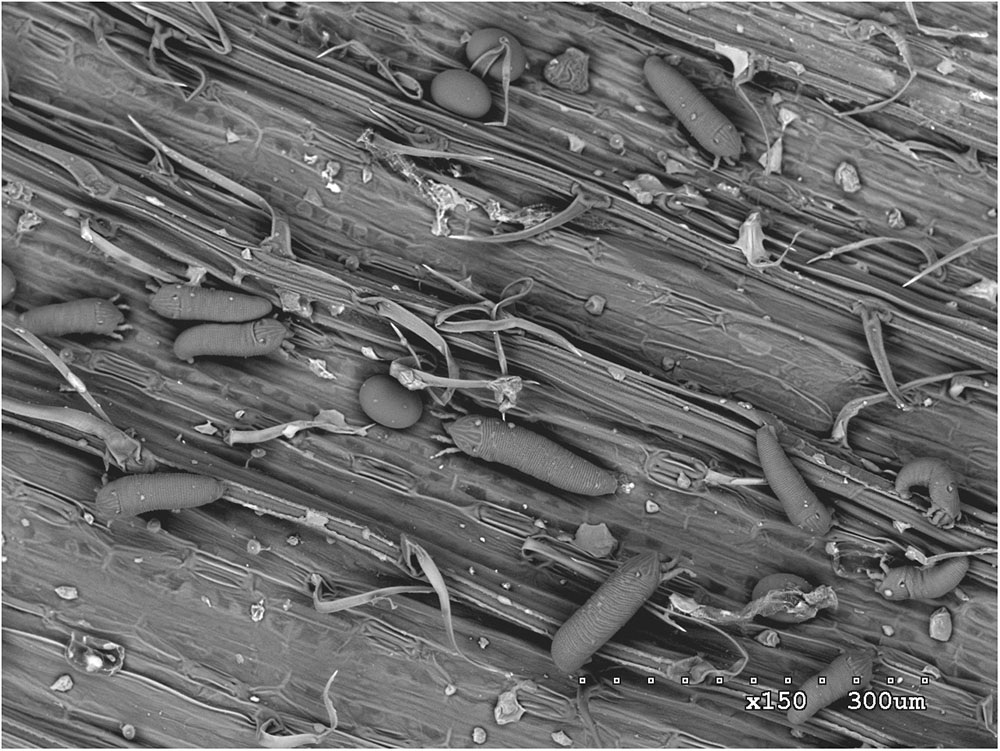
Roztocze Aceria tosichella żerujące na liściu pszenicy (powiększenie)

Paskowana mozaika pszenicy – wirusowa choroba pszenicy (Triticum) wywołana przez wirusa pasiastej mozaiki pszenicy (Wheat streak mosaic virus, WSMV).

## Występowanie i szkodliwość
Jest to choroba z grupy mozaik. Po raz pierwszy opisano ją w Nebrasce w USA w 1922 roku, ale obecnie występuje już w różnych stanach USA, Kanadzie, Meksyku, Europie Wschodniej, Azji Zachodniej i Australii. Poraża zarówno pszenicę ozimą, jak i jarą. W Kansas straty plonów wahały się od 7 do 13%. Podczas epidemii wirusa WSMV w Alberta w Kanadzie w 1963 r. odnotowano spadek plonów o 18%. Choroba ta jest uważana za główny czynnik ograniczający produkcję pszenicy w Teksasie. W zależności od warunków środowiskowych (mokra, sucha, chłodna lub upalna pogoda) utrata plonów z powodu infekcji wirusem mozaiki pasemek pszenicy może przekroczyć 60%. Choroba występuje także na innych gatunkach roślin uprawnych: kukurydza (Zea mays), jęczmień (Hordeum vulgare), żyto (Secale cereale), owies (Avena sativa), proso (Pennisetum glaucum) i sorgo (Sorghum bicolor). Wirus infekuje także dzikie trawy, takie jak wyczyniec (Setaria), ostnica (Stipa), egilops (Aegilops), palusznik (Digitaria), życica (Lolium), stokłosa (Bromus), włosówka (Eriochloa) i inne trawy. Nie znaleziono żadnych roślin dwuliściennych, które byłyby gospodarzem wirusa paskowanej mozaiki pszenicy.
Paskowana mozaika pszenicy zmniejsza biomasę korzeni i efektywność wykorzystania wody, co stanowi poważny problem w regionach o ograniczonej dostępności wody. Chloroza i nekroza liści z powodu infekcji wirusem WSMN zmniejszają zdolność fotosyntezy rośliny. i mogą powodować karłowatość roślin, zmniejszoną masę ziarna oraz zmniejszoną liczbę nasion. Ziarna produkowane przez pszenicę zakażoną wirusem mają wyższą zawartość białka, ale dają mąkę o niższej absorpcji wody w porównaniu ze zdrową pszenicą. Utrata plonów z powodu zakażenia wirusem WSMW jest skorelowana z czasem zakażenia. Infekcja we wczesnych stadiach rośliny powoduje większą utratę plonów.
W pszenicy wirus WSMV często występuje razem z dwoma innymi wirusami pszenicy: wirusem mozaiki pszenicy ozimej i wirusem High Plains.

## Objawy
Pierwsze objawy paskowanej mozaiki pszenicy to małe, chlorotyczne pasemka na liściach W miarę rozwoju choroby pasemka te wydłużają się, tworząc nieciągłe, żółte do jasnozielonych smugi, tworzące na liściach mozaikę. W ciężkich przypadkach smugi mogą się zlewać, tworząc duże, chlorozy, co często prowadzi do obumierania liści, a nawet całych roślin. Innym widocznym objawem porażenia roślin jest ich karłowatość.
Zazwyczaj najwcześniej zainfekowane zostają rośliny na obrzeżach pól, gdzie przenoszące go zpeciele migrują z obszarów trawiastych i sąsiadujących upraw. Pola pszenicy zakażone wirusem mozaiki smug pszenicy wykazują żółknięcie i karłowatość na nieregularnych obszarach, często na obrzeżach pól lub w pobliżu chwastów. W miarę upływu sezonu infekcja może się rozprzestrzeniać, a objawy mogą pojawić się na polu. Szpeciele szczególnie kolonizują pszenicę samosiewną wyrosłą z nasion wyrzuconych przez grad lub ulewny deszcz. Takie silnie porażone pola stają się źródłem infekcji wtórnych. Na polach silnie porażonej pszenicy z samosiewu objawy niekoniecznie muszą wystąpić na obrzeżach pola, ale mogą być rozproszone po całym polu wokół kęp samosiewnej pszenicy.

## Epidemiologia
Wirus WSMV przenoszony jest przez pasożytującego na pszenicy szpeciela Aceria tosichella. Jest to bardzo drobny, gołym okiem niewidoczny roztocz o długości poniżej 0,3 mm. Szpeciel ten pasożytuje również na innych roślinach porażanych przez tego wirusa. Nie potrafi latać, przenoszony jest głównie za pomocą wiatru, ale może się w ten sposób rozprzestrzeniać na duże odległości. Czasami może też być przenoszony na ciele latających owadów. Gdy rośliny żywicielskie zanikają, szpeciele wypełzają w dużych ilościach na wierzchołki roślin. Czasami układają się jeden na drugim i tworzą łańcuchy, gotowe na kolejny przelatujący wiatr, który je poniesie.

## Ochrona
Eliminacja potencjalnych źródeł roztoczy i wirusa mozaiki smug pszenicy przed sadzeniem ogranicza ryzyko infekcji wirusem paskowanej mozaiki pszenicy. Wykazano, że zniszczenie samosiewów pszenicy i dzikich traw na polu na dwa tygodnie przed sadzeniem poprzez konwencjonalną uprawę lub stosowanie herbicydów hamuje wielkość kolejnych populacji roztoczy migrujących do pszenicy. Podczas suchej pogody lepsze wyniki w zwalczaniu samosiewów pszenicy i kolejnych populacji roztoczy uzyskano dzięki uprawie, w porównaniu ze stosowaniem herbicydu glifosatowego. Przy deszczowej pogodzie herbicyd glifosatowy i uprawa były równie skuteczne. Ponieważ wiele nieselektywnych herbicydów może wymagać kilku dni lub tygodni do zniszczenia wszystkich tkanek zielonych liści, zaleca się zniszczenie chwastów i samosiewów pszenicy co najmniej trzy tygodnie przed sadzeniem.
Na obszarach, na których sezony pszenicy jarej i ozimej pokrywają się, wczesne sadzenie pszenicy jarej zmniejsza, ale nie eliminuje ryzyka inwazji roztoczy, wprowadzenia wirusa i późniejszego zakażenia wirusem WSMW. Optymalny okres do siewu pszenicy różni się w zależności od regionu. Lokalne zasoby dotyczące rozszerzenia współpracy powinny być w stanie zidentyfikować lokalny zakres dat siewu. Pszenicy jarej nie należy wysiewać w pobliżu zainfekowanych pól pszenicy ozimej, aby uniknąć narażenia sadzonek pszenicy jarej na wczesną infekcję wirusem WSMW. Pszenicy jarej nie należy również wysiewać z pszenicą ozimą, aby ograniczyć przenoszenie roztoczy i wirusów z dojrzewającej pszenicy ozimej do siewek pszenicy jarej.
Zwalczanie wirusa WSMV przez chemiczną kontrolę wektora Aceria tosichella okazało się nieskuteczne. W niektórych przypadkach, po początkowym zmniejszeniu liczebności, populacja roztoczy powróciła do poziomów wyższych niż na polach nie poddanych chemicznym opryskom. Również zaprawianie nasion generalnie nie powodowało zmniejszenia częstości występowania wirusa.